# Superfrog
Superfrog is een computerspel dat werd ontwikkeld en uitgegeven door Team17 Software Limited. Het spel kwam in 1993 voor de platforms Commodore Amiga. Het spel is een platformspel. De speler speelt een kikker en moet het opnemen tegen andere dieren, zoals bijen en egels. Een tegenstander kan uit de weg geruimd worden door erop te springen. Het spel heeft een tijdslimiet en binnen deze tijd moet een aantal munten verzameld zijn. Elke wereld heeft vier stages en na het behalen van elke stage krijgt de speler een wachtwoord. Het perspectief van het spel is in de derde persoon.

## Platforms
| Jaar | Platform        |
| ---- | --------------- |
| 1993 | Amiga           |
| 1994 | Amiga CD32, DOS |
| 2012 | Windows         |
| 2013 | BlackBerry      |

## Ontvangst
| Beoordeeld door       | Platform   | Datum         | Score |
| --------------------- | ---------- | ------------- | ----- |
| GamesCollection       | Amiga      | 21 april 2008 | 100%  |
| Pelit                 | Amiga      | april 1993    | 90%   |
| Joystick (Frans)      | DOS        | april 1995    | 88%   |
| Amiga Joker           | Amiga      | mei 1993      | 75%   |
| Power Play            | Amiga      | mei 1995      | 75%   |
| Jeuxvideo.com         | DOS        | 2 april 2010  | 70%   |
| Jeuxvideo.com         | Amiga      | 2 april 2010  | 70%   |
| MikroBitti            | DOS        | juni 1995     | 68%   |
| Amiga Games           | Amiga CD32 | november 1994 | 61%   |
| PC Player (Duitsland) | DOS        | februari 1995 | 47%   |

## Trivia
- Op de Amiga heeft het spel een lange intro animatie die een complete diskette vult